# Moon Landrieu

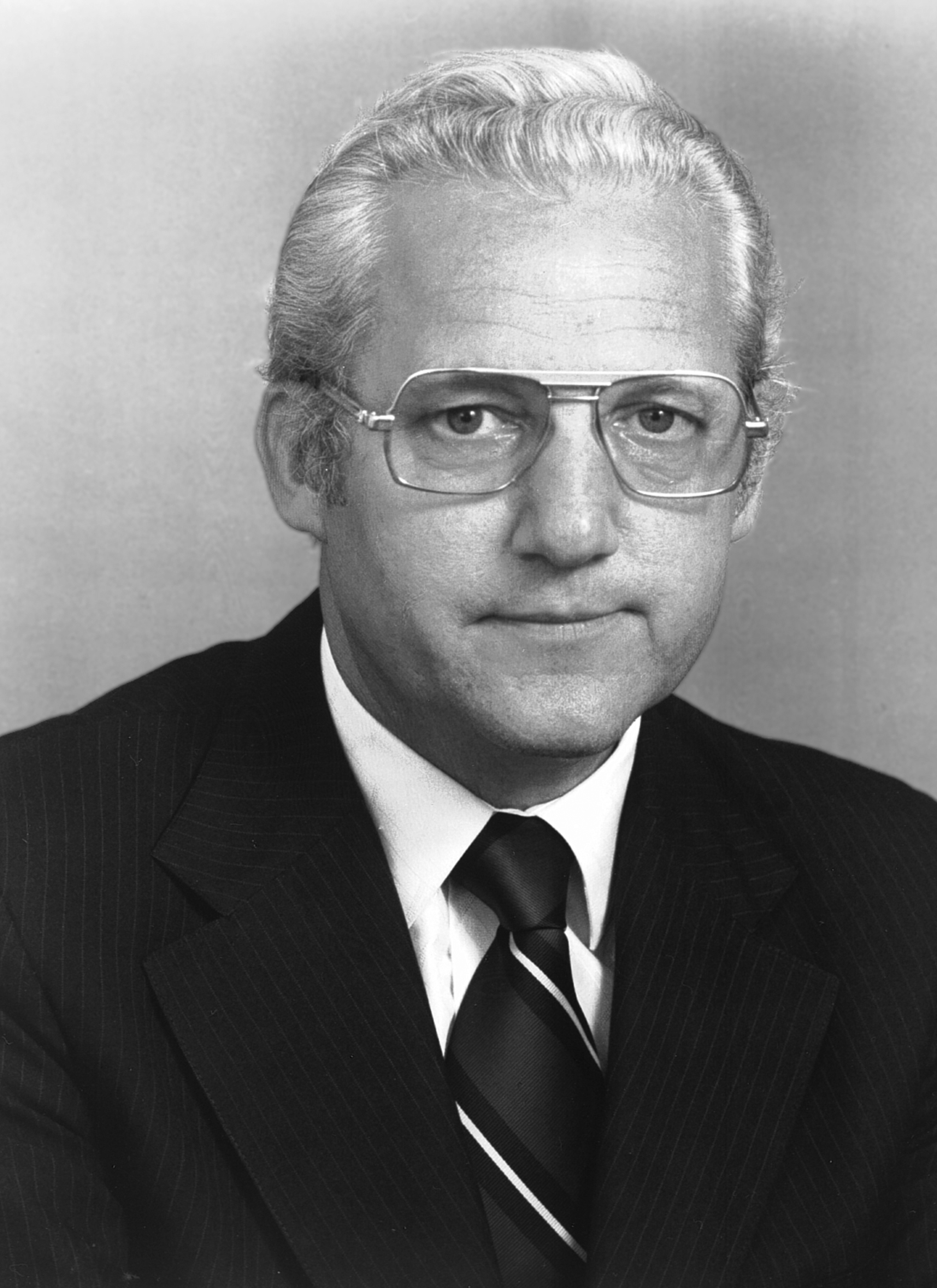
Moon Landrieu

Maurice Edwin „Moon“ Landrieu (* 23. Juli 1930 in New Orleans, Louisiana; † 5. September 2022 ebenda) war ein US-amerikanischer Politiker (Demokratische Partei).

## Leben
Nach dem Besuch der Jesuit High School in New Orleans absolvierte er von 1948 bis 1952 ein Studium der Betriebswirtschaft an der Loyola University, das er mit einem Bachelor in Business Administration (BBA) beendete. Danach studierte er Rechtswissenschaften an seiner Alma Mater und machte dort 1954 seinen Abschluss. In der Folge leistete er seinen Militärdienst bei der United States Army.
Seine politische Laufbahn begann er 1960, als er zum Abgeordneten des Repräsentantenhauses von Louisiana gewählt wurde, in dem er bis 1966 den 12. Wahlbezirk vertrat. Im Anschluss war er bis 1970 Mitglied des Stadtrates von New Orleans. Am 2. Mai 1970 wurde er Bürgermeister von New Orleans und behielt dieses Amt bis zum 1. Mai 1978.
Am 24. September 1979 wurde er von US-Präsident Jimmy Carter als Nachfolger von Patricia Roberts Harris zum Minister für Wohnungsbau und Stadtentwicklung (Secretary of Housing and Urban Development) in dessen Kabinett berufen, dem er bis zum Ende von Carters Amtszeit am 20. Januar 1981 angehörte.
Zuletzt war er von 1992 bis 2000 Richter am Appellationsgericht des 4. Bezirks von Louisiana.
Moon Landrieu, der seit 1954 verheiratet war, ist Vater von neun Kindern, darunter der US-Senatorin für Louisiana, Mary Landrieu, sowie des ehemaligen Vizegouverneurs von Louisiana, Mitch Landrieu, der am 7. Februar 2010 zum Bürgermeister von New Orleans gewählt wurde.